# Fractipons dasyscutum
Fractipons dasyscutum is een insect dat behoort tot de orde vliesvleugeligen (Hymenoptera) en de familie van de gewone sluipwespen (Ichneumonidae). De wetenschappelijke naam van de soort werd voor het eerst geldig gepubliceerd door Bordera & Gonzalez-Moreno in 2011.